# Pascal Ackermann
Pascal Ackermann (* 17. Januar 1994 in Kandel) ist ein deutscher Radrennfahrer. 2019 war er der erste Deutsche in der Geschichte des Giro d’Italia, der die Punktewertung (Maglia ciclamino) gewann.

## Sportlicher Werdegang
Als Juniorenfahrer war Pascal Ackermann auf der Bahn erfolgreich: 2011 wurde er zweifacher deutscher Juniorenmeister im 1000-Meter-Zeitfahren sowie im Teamsprint, gemeinsam mit Benjamin König und Philip Hindes. Bei den Nachwuchs-Europameisterschaften im portugiesischen Anadia wurde er mit diesen beiden gemeinsam Vize-Europameister im Teamsprint (U23), und wenige Wochen später Junioren-Weltmeister. Eine weitere Medaille im Omnium verpasste Ackermann als Vierter knapp. 2012 wurde Ackermann auf dem Velódromo Nacional in Anadia Junioren-Europameister im Omnium. Im selben Jahr errang er den deutschen Meistertitel der Junioren im Punktefahren und wurde bei der Elite Zweiter im Scratch.
Auch auf der Straße konnte Ackermann schon erste Erfolge erzielen: So gewann er im Juni 2011 eine Etappe der Internationalen 3-Etappen-Rundfahrt der Rad-Junioren in Frankfurt am Main, belegte beim Prolog des Schweizer Etappenrennen Tour du Pays du Vaud Platz zwei und entschied zudem die Sprintwertung dieses Rennens für sich. Im September 2011 startete er bei den Straßen-Weltmeisterschaften im Rennen der Junioren, konnte das Rennen aber nicht beenden.
Im Jahr 2013 schloss er sich dem deutschen UCI Continental Team rad-net Rose an und konzentrierte sich auf den Straßenradsport. Bei der polnischen Rundfahrt Szlakiem Grodów Piastowskich holte er 2015 im Massensprint der zweiten Etappe seinen ersten internationalen Erfolg im Elitebereich. 2016 wurde Pascal Ackermann in Berlin deutscher U23-Meister im Straßenrennen. Bei den Straßenweltmeisterschaften 2016 belegte er im Massensprint knapp hinter Kristoffer Halvorsen im U23-Straßenrennen Rang zwei.
2017 erhielt Ackermann einen Vertrag bei dem deutschen UCI WorldTeam Bora-hansgrohe. Im April wurde er im Sprint des Scheldeprijs unterstützt von seinem Kapitän Peter Sagan Fünfter und entschied die Sprintwertung der Tour of the Alps für sich.
In der Saison 2018 gelang Ackermann nach zweiten Plätzen in den Sprintankünften der Hors Catégorie-Rennen Drei Tage von De Panne und Scheldeprijs mit dem Sprintsieg der Abschlussetappe der Tour de Romandie sein erster Sieg in der UCI WorldTour. Ein zweiter Etappensieg in einem WorldTour-Rennen gelang ihm auf der 2. Etappe des Critérium du Dauphiné. Wenig später wurde Ackermann in Einhausen deutscher Straßenmeister. Im Massensprint des Prudential RideLondon & Surrey Classic 2018 gewann Ackermann sein erstes Eintagesrennen der WorldTour. In den folgenden Wochen siegte er auf den ersten beiden Etappen der Polen-Rundfahrt, beim Brussels Cycling Classic und beim Grand Prix de Fourmies. Er schloss die Saison mit einem Etappensieg bei der Tour of Guangxi ab.
Im Frühjahr 2019 gewann Ackermann die beiden Eintagesrennen Clásica de Almería und Bredene Koksijde Classic. Am 1. Mai entschied er das WorldTour-Rennen Eschborn–Frankfurt im Sprint des Feldes für sich. Beim anschließenden Giro d’Italia 2019 gewann er im Sprint des Hauptfelds die zweite sowie die fünfte Etappe. Aufgrund dieser beiden Etappensiege, einem zweiten und drei dritten Plätzen entschied Ackermann die Punktewertung für sich und ist damit der erste Deutsche, dem es gelang, diese Wertung beim Giro zu gewinnen.
In der Saison 2020 gewann Ackermann unter anderem die Bronzemedaille im Straßenrennen der Europameisterschaft sowie je zwei Etappen bei Tirreno–Adriatico und der Vuelta a España.
Ackermann wechselte im Januar 2022 zum UAE Team Emirates. Im März des Jahres entschied er das belgische Eintagesrennen Bredene Koksijde Classic für sich. Im April gab sein Team bekannt, dass er bis auf Weiteres ausfalle, da er sich bei einem früheren Sturz – vermutlich beim Rennen Classic Brugge-De Panne 2022 – einen Steißbeinbruch zugezogen habe. Anschließend pausierte er zwei Monate, bis er im Juni beim Brussels Cycling Classic an den Start ging. Im August 2022 gewann er eine Etappe der Polen-Rundfahrt.
Beim Giro d’Italia 2023 gewann Ackermann die elfte Etappe und belegte schlussendlich in der Punktewertung mit 95 Punkten den fünften Platz. Auf der letzten Etappe stürzte Ackermann beim Sieg des Briten Mark Cavendish in aussichtsreicher Position liegend auf den letzten Metern der Zieleinfahrt. Seinen zweiten Etappensieg des Jahres 2023 feierte er bei der Tour of Austria unweit seiner Heimat in Dornbirn.
Anfang August wurde bekannt, dass er zur Saison 2024 das Team wechseln und fortan für Israel-Premier-Tech starten wird. Im März 2024 brach er sich beim Rennen Classic Brugge-De Panne das Schlüsselbein, nachdem er kurz vor dem Ziel gestürzt war; daher fiel er für weitere Frühjahrsklassiker zunächst aus.

## Ehrungen

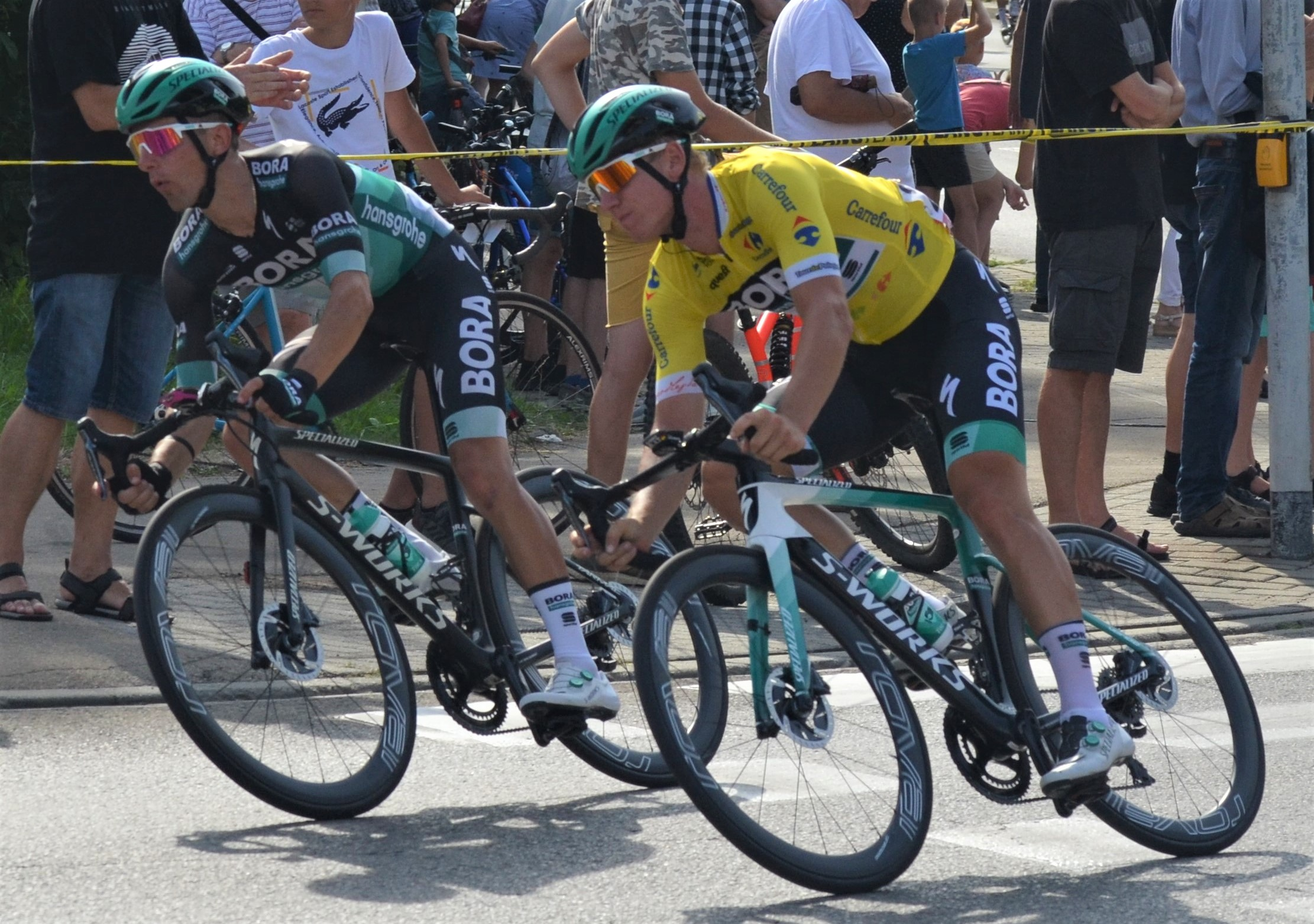
Ackermann während der Polen-Rundfahrt 2019

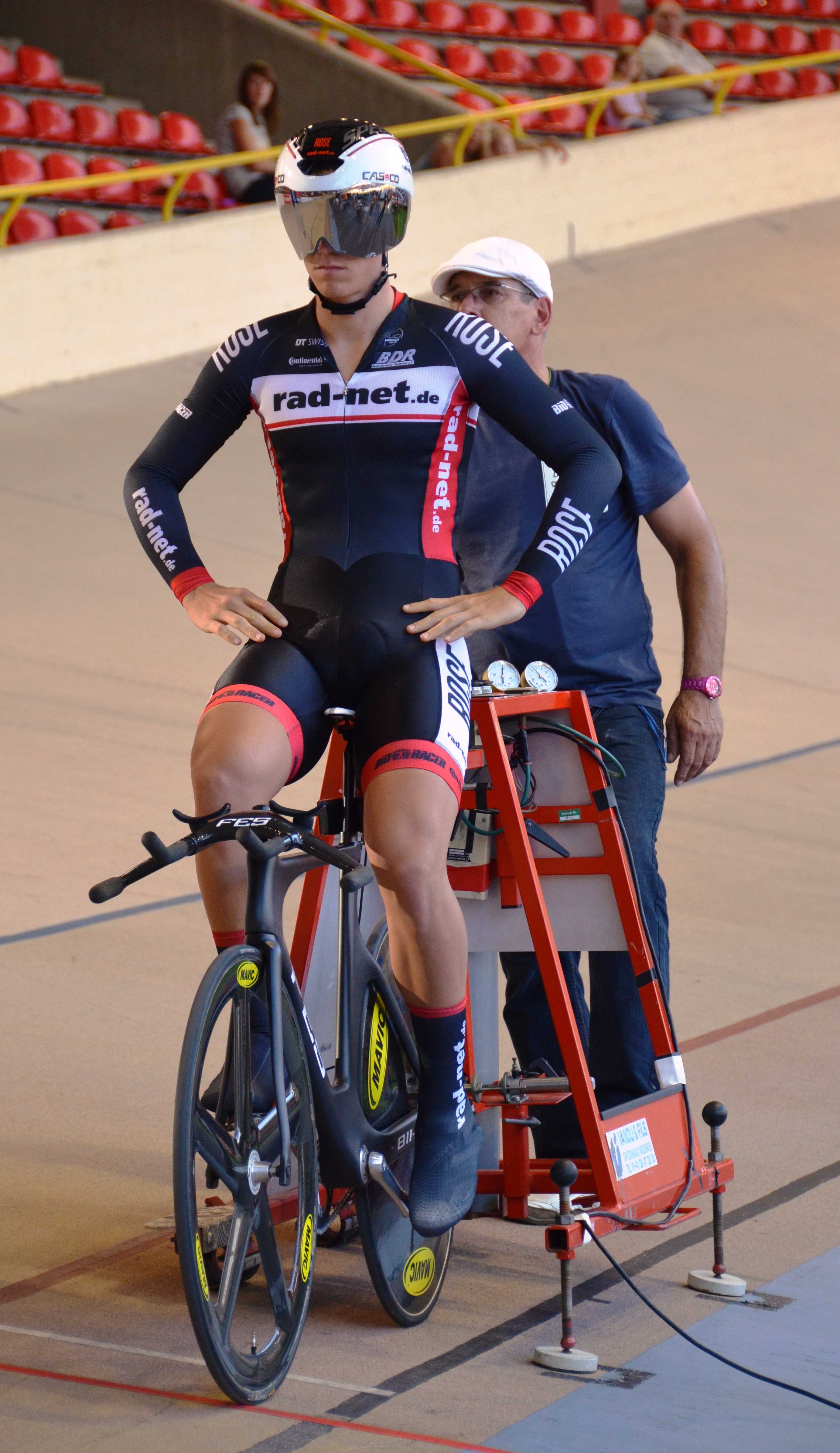
Bei den deutschen Bahnmeisterschaften 2014

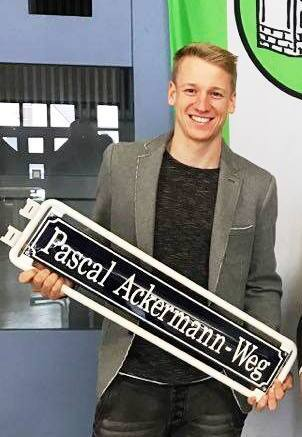
Ackermann mit dem Schild des nach ihm benannten Weges

Im Januar 2016 wurde in Ackermanns Heimatort Minfeld ein Weg nach ihm Pascal-Ackermann-Weg benannt. Bei der Publikumswahl der Webseite rad-net.de des Bundes Deutscher Radfahrer wurde er zum „Radsportler des Jahres“ 2018 gekürt.

## Erfolge

### Straße
2011
- eine Etappe Internationale 3-Etappen-Rundfahrt

2012
- eine Etappe Niedersachsen-Rundfahrt

2015
- eine Etappe Szlakiem Grodów Piastowskich

2016
- zwei Etappen Tour de Berlin
- Nachwuchswertung Tour of Estonia
- Deutscher Meister (U23) – Straßenrennen
- Deutscher Meister – Mannschaftszeitfahren
- Weltmeisterschaft (U23) – Straßenrennen

2017
- Sprintwertung Tour of the Alps

2018
- eine Etappe Tour de Romandie
- eine Etappe Critérium du Dauphiné
- Deutscher Meister – Straßenrennen
- Prudential RideLondon & Surrey Classic
- zwei Etappen Polen-Rundfahrt
- Brussels Cycling Classic
- Grand Prix de Fourmies
- eine Etappe Tour of Guangxi

2019
- Clásica de Almería
- Punktewertung Algarve-Rundfahrt
- Bredene Koksijde Classic
- Eschborn–Frankfurt
- zwei Etappen und  Punktewertung Giro d’Italia
- eine Etappe Slowenien-Rundfahrt
- zwei Etappen Polen-Rundfahrt
- Europameisterschaft – Straßenrennen
- eine Etappe Deutschland Tour
- Grand Prix de Fourmies
- Gooikse Pijl
- zwei Etappen und Punktewertung Tour of Guangxi

2020
- Clásica de Almería
- eine Etappe UAE Tour
- zwei Etappen Sibiu Cycling Tour
- Europameisterschaft – Straßenrennen
- zwei Etappen und  Punktewertung Tirreno–Adriatico
- zwei Etappen Vuelta a España

2021
- Prolog, eine Etappe und Punktewertung Sibiu Cycling Tour
- drei Etappen und Punktewertung Settimana Ciclistica Italiana
- eine Etappe und Punktewertung Deutschland Tour

2022
- Bredene Koksijde Classic
- eine Etappe Polen-Rundfahrt

2023
- eine Etappe Giro d’Italia
- eine Etappe Tour of Austria

2025
- Classique Dunkerque

### Bahn
2011
- Bahn-Weltmeisterschaften der Junioren – Teamsprint (mit Benjamin König und Max Niederlag)
- Junioren-Europameisterschaft – Teamsprint (mit Benjamin König und Max Niederlag)
- Deutscher Junioren-Meister – 1000-Meter-Zeitfahren

2012
- Junioren-Europameister – Omnium
- Junioren-Europameisterschaft – Zweier-Mannschaftsfahren (mit Domenic Weinstein)
- Deutsche Junioren-Meisterschaften – Scratch
- Deutscher Junioren-Meister – Punktefahren

## Wichtige Platzierungen
| Grand Tour            | 2019 | 2020 | 2021 | 2022 | 2023 | 2024 | 2025 |
| --------------------- | ---- | ---- | ---- | ---- | ---- | ---- | ---- |
| Giro d’ItaliaGiro     | 122  | –    | –    | –    | 82   | –    | –    |
| Tour de FranceTour    | –    | –    | –    | –    | –    | 112  | 125  |
| Vuelta a EspañaVuelta | –    | 131  | –    | 111  | –    | –    |      |

| Monument                 | 2019 | 2020 | 2021 | 2022 | 2023 | 2024 | 2025 |
| ------------------------ | ---- | ---- | ---- | ---- | ---- | ---- | ---- |
| Mailand–Sanremo          | –    | –    | 20   | –    | –    | –    | –    |
| Flandern-Rundfahrt       | –    | –    | –    | –    | –    | –    | –    |
| Paris–Roubaix            | –    | –    | –    | DNF  | DNF  | –    | –    |
| Lüttich–Bastogne–Lüttich | –    | –    | –    | –    | –    | –    | –    |
| Lombardei-Rundfahrt      | –    | –    | –    | –    | –    |      |      |